# أولو عارف شلبي
جلال الدين فريدون (7 حزيران 1272 - 5 شباط 1320 م)، المعروف باسم أمير عارف ولاحقًا أولو عارف جلبي، كان عالمًا وشاعرًا مولويًا فارسي مسلم.
وُلِد في 7 حزيران 1272 م والده هو السلطان ولد بن الشاعر الشهير جلال الدين الرومي، وأمه هي السيدة فاطمة خاتون. تُوفي معظم أشقاء عارف صغارًا، وشارك جده جلال الدين الرومي في تربيته حتى تجاوز عارف عامًا ونصفًا. المعلومة الوحيدة المعروفة عن تعليمه هي أنه في السادسة من عمره، تلقى دروسًا في القرآن الكريم على يد رجل من ملطية يُلقب بـ"صلاح الدين". واستنادًا إلى أعمال عارف الأدبية اللاحقة، يُرجَّح أنه تلقى تعليمًا ذا صلة قبل ذلك.

## فهرس
- Yazıcı، Tahsin (1990). "Čelebī, ʿĀref". في Yarshater، Ehsan (المحرر). Encyclopædia Iranica, Volume V/2: C̆ehel Sotūn, Isfahan–Central Asia XIII. London and New York: Routledge & Kegan Paul. ص. 121–122. ISBN:978-0-939214-69-3.